# Parigi-Bruxelles 1928
La Parigi-Bruxelles 1928, ventesima edizione della corsa, si svolse il 27 maggio 1928 su un percorso di 375 km, con partenza da Parigi e arrivo a Bruxelles. Fu vinta dal belga Georges Ronsse davanti al lussemburghese Nicolas Frantz e all'australiano Hubert Opperman.

## Ordine d'arrivo (Top 10)
| Pos. | Corridore              | Squadra             | Tempo |
| ---- | ---------------------- | ------------------- | ----- |
| 1    | Georges Ronsse         | Automoto            |       |
| 2    | Nicolas Frantz         | Alcyon-Dunlop       |       |
| 3    | Hubert Opperman        | Ravat-Wonder-Dunlop |       |
| 4    | Armand Van Bruaene     | La Nordiste         |       |
| 5    | Hector Leroy           |                     |       |
| 6    | Maurice Dewaele        | Alcyon-Dunlop       |       |
| 7    | Joseph Wauters         | Thomann             |       |
| 8    | Frans Bonduel          | Dilecta-Wolber      |       |
| 9    | Gustaaf Van Slembrouck | Automoto            |       |
| 10   | Aimé Déolet            | Automoto            |       |